# 傑拉德·C·邦德
傑拉德·克拉克·邦德（英語：Gerard Clark Bond，1940年5月20日—2005年6月29日）是一名美國地質學家。

## 生平
邦德在俄亥俄州哥倫布的首府大学獲得理學學士學位，他的父親拉爾夫·邦德（Ralph Bond）是該校的地質學教授。他曾在威廉姆斯學院和加利福尼亞大學戴維斯分校短暫任教，之後在哥倫比亞大學的拉蒙特-多爾蒂地球觀測所工作，擔任深海樣本庫主管。邦德提出的理論是，太陽活動的變化——太陽黑子的出現和太陽輻射發射的變化——可能是上一次冰川期北半球氣候1500年週期性放大變化的驅動力，導致從勞倫泰德冰原向北大西洋海洋排放的冰山增加，他從這一時期的深海岩芯中提取的顆粒的岩石學變化證明了這一點。這種週期性在全新世也有發現，在全新世，這些事件被稱為邦德事件。在2003年12月舉行的AGU秋季會議榮譽儀式上，邦德被授予莫里斯·尤因獎章。

## 延伸閱讀
- Pearce, Jeremy. . New York Times. 2005-07-06  [2023-08-05]. （原始内容存档于2014-12-30）.